# Ostenda (okręg)
Ostenda (nld. Arrondissement Oostende, fr. Arrondissement administratif d'Ostende, niem. Bezirk Ostende) – okręg w północnej Belgii, w Regionie Flamandzkim, w prowincji Flandria Zachodnia.  

## Podział administracyjny
Okręg podzielony jest na siedem gmin (nld. gemeente, fr. commmune, niem. Gemeinde), w skład których wchodzi 20 dzielnic (deelgemeente)
| - Bredene - De Haan (Le Coq) - Klemskerke - Vlissegem - Wenduine - Gistel, miasto - Moere - Snaaskerke - Zevekote (Zevecote) - Ichtegem - Bekegem - Eernegem - Middelkerke - Leffinge (Leffinghem) - Lombardsijde (Lombartzyde) - Mannekensvere - Schore - Sint-Pieters-Kapelle (Saint-Pierre-Capelle) - Slijpe (Slype) - Westende - Wilskerke - Ostenda (Oostende / Ostende), miasto - Stene - Zandvoorde - Oudenburg, miasto - Ettelgem - Roksem - Westkerke |